# Tungnafellsjökull

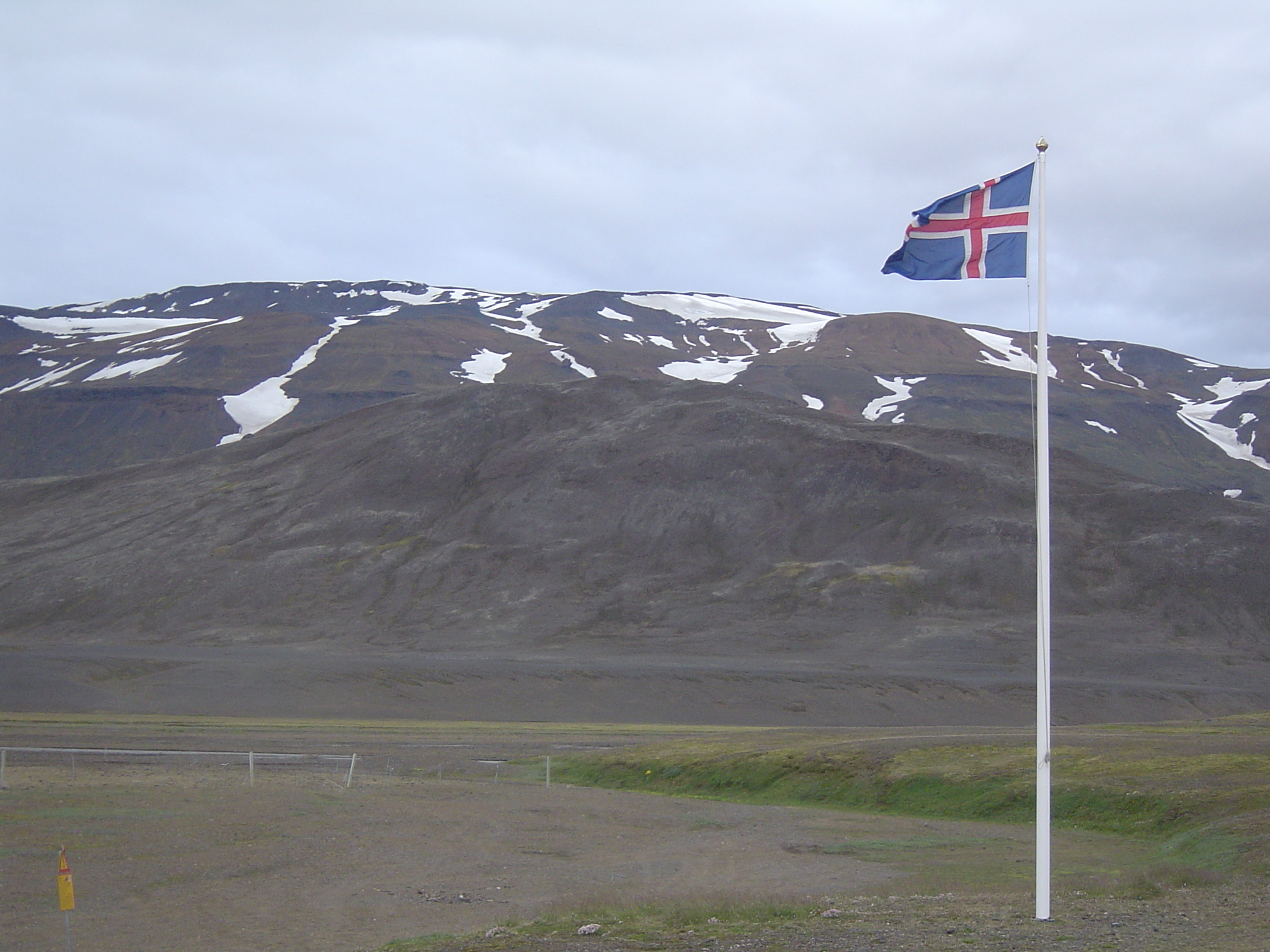
Tungnafellsjökull från väst

Tungnafellsjökull är en liten glaciär mellan Vatnajökull och Hofsjökull med en högsta topp på 1 540 meter. Glaciärens totala area är 48 km².
Tungnafellsjökulls vulkaniska system i centrala Islands vulkaniska zon är ett lågaktivitetssystem, trots sitt läge i den centrala delen av Islands hetfläck. Vulkansystemet består av två centrala vulkaner (Tungnafellsjökull och Hágöngur) och en spricksvärm, Systemet är cirka 55 km långt och upp till 15 km brett och stiger till 1523 m ö.h. Det är delvis täckt av is och har en 4x9 km isfylld kaldera. I en andra kaldera, Vonarskarð, finns ett geotermiskt fält.